# Pont de Louvain
Le pont de Louvain est un pont enjambant le boulevard d'Herbatte à Namur, ainsi que les lignes de chemin de fer Bruxelles-Luxembourg, Namur-Liège et Namur-Dinant.
Il relie la Nationale 4 , de la Place Léopold au bord, avec la Nationale 91 via la Chaussée de Louvain.
Construit selon l'idéologie urbanistique des "autoroutes urbaines" qui prévalait dans les années 1970, il mesure 204 mètres de long, il est composé de six bandes de roulement de 3,50 m de large et de larges trottoirs permettant de relier le quartier de Bomel/Herbatte avec le centre ville. Côté nord, une rampe à 4 % permet de racheter la différence de niveau entre le pont et la voirie qui longe l'emprise du chemin de fer (boulevard d'Herbatte).

## Le premier pont
Une première construction date de 1863. À l'époque, les trois lignes quittant la gare par l'est ont été inaugurées en quelques années. La centaine de trains quotidien induit que le passage à niveau à hauteur de l'ancienne Porte de fer est plus souvent fermé qu'ouvert et ceci pose de sérieux soucis. Les faubourgs de Bomel et d'Heuvy restent opposés à cette solution, car il est question de faire payer chaque franchissement du pont...
Cette première construction comporte deux travées. L'une de 53 mètres surplombe les voies, et l'autre de 22 mètres franchit une voirie locale et se raccorde au plateau du moulin à vent à Bouge via la côte d'Heuvy.

## Le second pont
Le second pont est constitué d'une structure métallique de 400 tonnes assemblée par la Société de Constructions et Ateliers de Willebroek (Bruxelles) et a coûté 1 383 167,24 francs belges. Il est inauguré en 1928 et a été démonté en 1982.

## Le troisième pont (actuel)
Il a été mis en service à la fin des années 1970. Des sources mentionnent le 14 avril 1977, d'autres un début de construction au printemps 1979.